# Copicerus insignicornis
Copicerus insignicornis är en insektsart som först beskrevs av Lethierry 1890.  Copicerus insignicornis ingår i släktet Copicerus och familjen sporrstritar. Inga underarter finns listade i Catalogue of Life.